# Schlacht bei Freienbach
Etzel · Pfäffikon · Grüningen I · Freienbach · Blickensdorf · Hirzel · Bremgarten · Regensberg · Grüningen II · St. Jakob an der Sihl · Greifensee · St. Jakob an der Birs · Erlenbach I · Koblach · Sargans · Wil · Kirchberg · Wolfhalden · Obertoggenburg · Wigoltingen · Erlenbach II · Männedorf · Wollerau · Ragaz
Die Schlacht bei Freienbach wurde am 22. Mai 1443 im Verlaufe des Alten Zürichkriegs im Gebiet der Höfe (Schweiz) geschlagen.
Die Gegner waren auf der einen Seite die eidgenössischen Orte Schwyz und Glarus und auf der anderen Seite Truppen der Reichsstadt Zürich und des deutschen Königs Friedrich III. von Habsburg. Die Schlacht war die erste größere militärische Begegnung beim endgültigen Kriegsausbruch 1443 und eine der seltenen amphibischen Landeoperationen der Schweizer Geschichte.

## Vorgeschichte

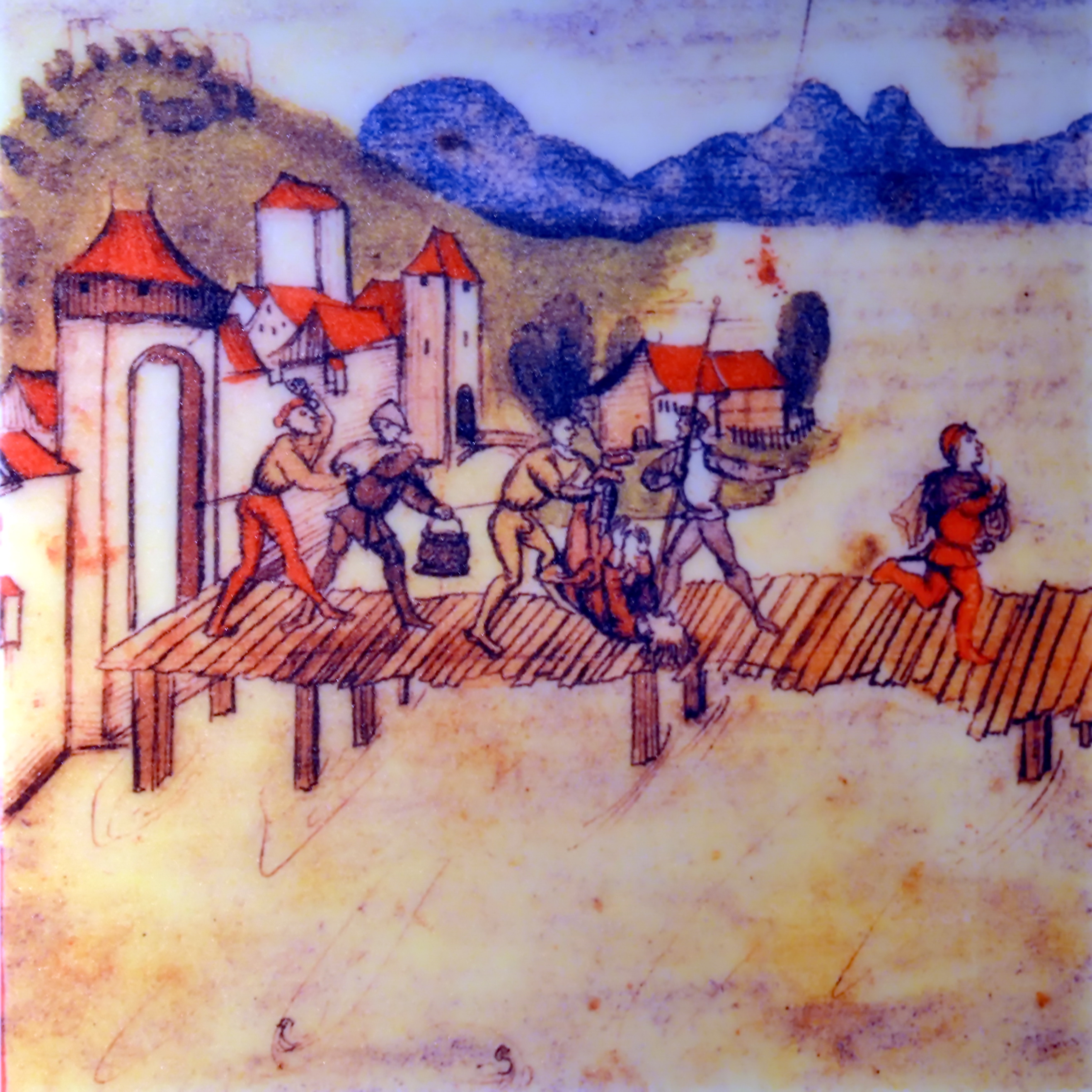
Werner Schodoler: Händler von Schwyz und Glarus werden beschimpft und über die Seebrücke weggejagt

Der neuerliche Kriegsausbruch 1443 entzündete sich an der Weigerung Zürichs, das 1442 geschlossene Bündnis mit König Friedrich III. aufzulösen, obschon Zürich gemäss dem Bundesbrief mit der Eidgenossenschaft von 1351 freies Bündnisrecht besass. Auf die Einladung zu einem eidgenössischen Schiedsgericht in Einsiedeln reagierte Zürich negativ, so dass Schwyz als Hauptinitiator – und in dessen Gefolge Glarus – die übrigen noch unentschlossenen Eidgenossen vor vollendete Tatsachen stellte und in der Nacht vom 20. auf den 21. Mai der Stadt Zürich und Markgraf Wilhelm von Hachberg namens der Herrschaft Österreich die Kriegserklärungen übermittelte. Glarus ermahnte man, dies ebenfalls zu tun. In Zürich schien man mit der Kriegserklärung gerechnet zu haben, zumal bereits am 19. Mai das Burgrecht mit Bremgarten erneuert und mit Baden Neutralität vereinbart wurde; zudem wurden am 20. Mai 120 Mann aus Winterthur und 400 aus der Grafschaft Kyburg nach Rapperswil verlegt, in der – richtigen – Annahme, dass Rapperswil aufgrund dessen strategischer Lage eines der Brennpunkte des folgenden Krieges werden würde. Zu dem Zeitpunkt waren die übrigen Eidgenössischen Orte, die über das eigenmächtige Vorgehen von Schwyz ohnehin nicht begeistert waren und lieber noch verhandelt hätten, noch nicht in den Krieg eingetreten, so dass lediglich Schwyz und Glarus als Gegner feststand.

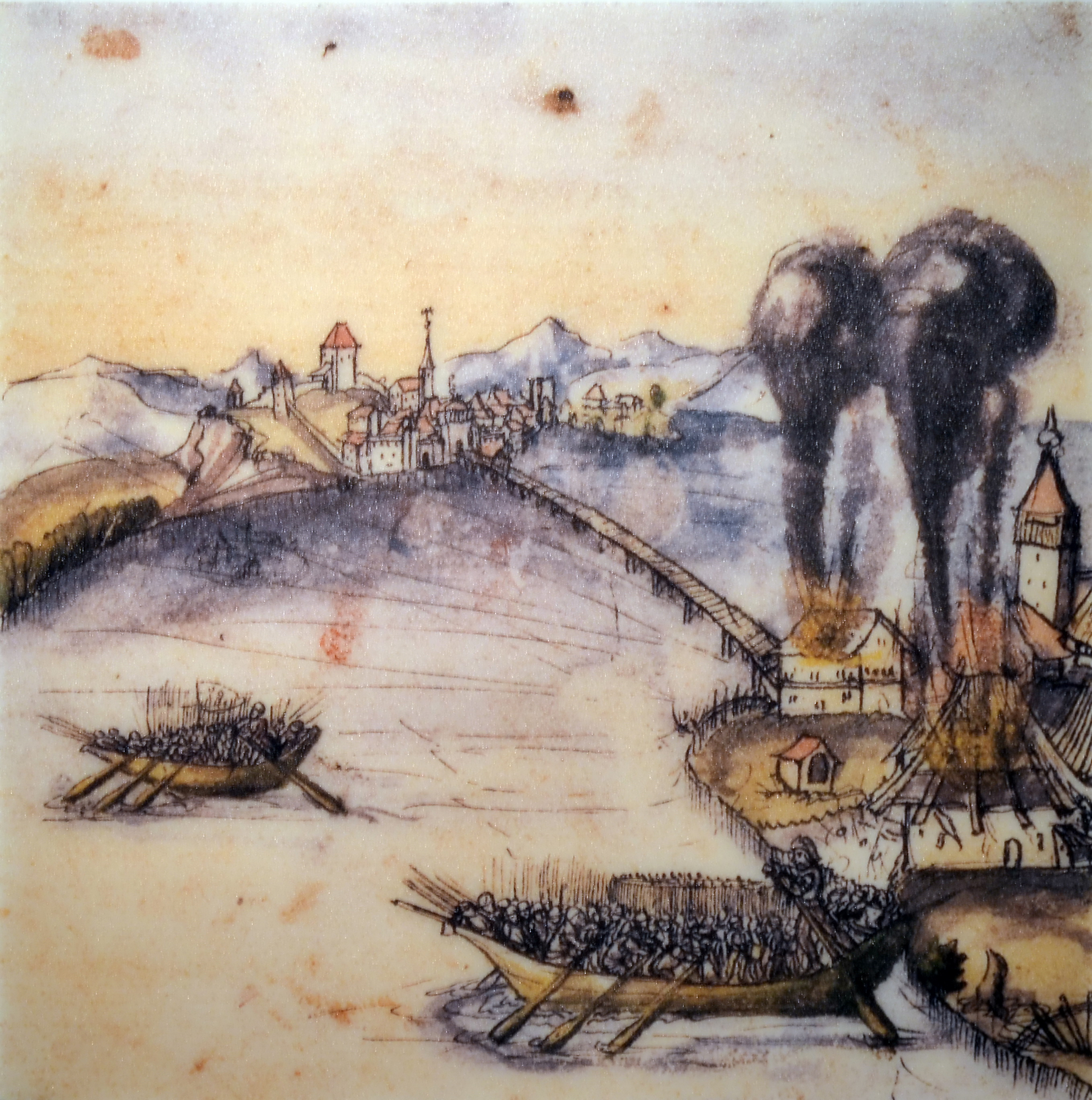
Werner Schodoler: Rapperswiler stecken am 21. Mai 1443 Hurden in Brand

Am frühen Morgen des 21. Mai erfolgten sodann auch gleich die ersten Kriegshandlungen dieser zweiten Kriegsphase, die sich vornehmlich gegen Rapperswil richteten. Die Schwyzer zündeten einen Teil der von Hurden nach Rapperswil führenden Holzbrücke an, um die Verbindung der Stadt mit dem linken Seeufer abzubrechen. Zu diesem Zeitpunkt hatten die Rapperswiler noch keine Kenntnis von der Kriegserklärung. Als Vergeltung rüstete Rapperswil umgehend zwei Schiffe mit Kriegsknechten aus der Stadt aus, die das jenseitig gelegene Dorf Hurden mitsamt der Brücke zur Insel Ufenau in Brand steckten und die Stadt Rapperswil schickte Schwyz am Nachmittag ihrerseits eine offizielle Kriegserklärung, die von 13 Adeligen sowie 52 weiteren namentlich genannten Kriegsknechten unterschrieben wurde. Gleichentags wurde die Garnison in Rapperswil mit weiteren 300 Mann aus Grüningen unter Albrecht von Landenberg zu Breitenlandenberg verstärkt, so dass die Garnison bei Kriegsausbruch mitsamt der vortags eingerückten Truppen und der eigenen Rapperswiler Stadtverteidigung etwas über 1000 Mann betragen haben dürfte. In Zürich bereiteten sich die Hauptkontingente der zürcherisch-österreichischen Koalition ihrerseits auf einen Feldzug auf der linken Seeseite in Stossrichtung Kanton Zug vor.
Das Schwyzer Hauptkontingent, das am Etzel lagerte, empfing noch am 21. Mai Boten von Uri und Unterwalden, die meldeten, dass ihre Kontingente in Steinen lagen, doch zeigten sie sich ob dem Schwyzer Vorpreschen überrascht und baten Schwyz, auf Kampfhandlungen zu verzichten. Nach Rücksprache mit den Obrigkeiten kehrten diese Boten am Abend zurück und vermeldeten jedoch die Parteinahme für Schwyz; man kam überein, dass die Urner und Unterwaldner Truppen nach Zug verlegt würden, um dieses zu schützen.
Am Mittwoch, dem 22. Mai entschloss man sich in Rapperswil zu einer größeren militärischen Aktion. Es ist unklar, ob der Auszug auf Befehl der Führung in Zürich oder lokal entschieden wurde und was das genaue Ziel war, doch dürfe der Plan darin bestanden haben, im Gebiet der Höfe anzulanden und dieses zu besetzen. Dieses Gebiet war drei Jahre zuvor im November 1440 von Schwyz aufgrund des für Zürich ungünstigen Kriegsverlaufs und des daraus resultierenden Kilchberger Friedens (1. Dezember 1440, von der Zürcher Seite auch «elender Friede» genannt) annektiert worden.

## Verlauf
Ein Teil der auswärtigen Truppen sowie ein Rapperswiler Kontingent, insgesamt etwa 500 Mann, wurden auf 10 große Schiffe verfrachtet, um auf den See hinauszufahren und die Lage vorerst zu sondieren, da man in Rapperswil keinerlei Kenntnis der Stärke und Position des Gegners hatte. Erst dann wollte man das weitere Vorgehen besprechen.

Auf dem See wurden sie durch zwei weitere Schiffe aus Stäfa sowie eines weiteren Schiffes mit 180 Schiffsleuten aus der Zürcher Schiffahrtszunft verstärkt, so dass die Streitmacht auf insgesamt 715 Mann anwuchs. Die Zürcher Schiffleute wollten die geplante Lagebesprechung jedoch offenbar nicht abwarten und ihr Schiff steuerte um die Mittagszeit eigenmächtig Freienbach an, obschon man das Banner der gegnerischen Hauptmacht bereits vom See aus auf einer Erhebung zwischen Pfäffikon und Freienbach ausmachen konnte. Da man auf den anderen Schiffen nicht als feige gelten wollte, folgten diese den Zürchern in gewissem Abstand und steuerten ebenfalls Freienbach an, um mit sämtlichen Schiffen anzulanden. Die Schwyzer unter Ital Reding, die die Bewegungen der Flotte vor und hinter der Insel Ufenau auf ihrer Anhöhe ebenfalls gut verfolgen konnten, schickten ihrerseits eine Vorhut von etwa 100 Mann mit Spießen und Armbrüsten bewaffnete Kämpfer nach Freienbach, da Reding fürchtete, durch weitere gegnerische Truppen auf dem Landweg in eine Falle gelockt zu werden, sollte er seine Hauptmacht zu früh in Bewegung setzen. Die Vorhut sollte sich keinesfalls in Kämpfe verwickeln lassen.
Die inzwischen angelandete Zürcher Schiffsbesatzung lief umgehend in das Dorf, um dieses zu plündern und niederzubrennen, obschon der Zürcher Landvogt Heinrich Schwend sich dagegen aussprach, altzürcher Territorium zu schädigen. Daraus entwickelte sich ein erstes heftiges Gefecht mit der Schwyzer Vorhut, die sich entgegen Redings Befehl auf Kämpfe einliess und die Zürcher zunächst aus dem Dorf drängte, welches anschliessend von den Zürchern durch Verstärkungen von weiteren inzwischen gelandeten Truppen wieder zurückerobert wurde. Die Schwyzer Vorhut, inzwischen um etwa 100 weitere Kämpfer verstärkt, drängte die Gegner ein zweites Mal aus Freienbach, doch wurde sie selbst erneut zum Rückzug gezwungen. Die Schwyzer erlitten hierbei merkliche Verluste, gerieten in schwere Bedrängnis und mussten in den örtlichen Friedhof und die Kirche zurückweichen, um dort auszuharren, bis sich weitere in der Nähe bei Pfäffikon befindliche Schwyzer Kämpfer näherten. Der Grossteil der Rapperswiler Truppen, der sich noch am Ufer befand, befürchtete, von ihren Schiffen abgeschnitten zu werden und griff nicht mehr in die Kämpfe im Dorf ein. Zudem schien es so, dass es «inen unlustig was ze fechten».

Ital Reding liess seine Hauptmacht auch vorrücken, sobald er erkannte, dass die feindlichen Truppen im Dorf keine weiteren Verstärkungen erhielten. Durch die eintreffenden Schwyzer Verstärkungen gerieten die kämpfenden Zürcher in Freienbach in Unterzahl und sie befürchteten nun ebenfalls, von ihren Schiffen getrennt zu werden. Die Schwyzer gewannen dadurch die Oberhand, es erfolgte darauf ein unkoordinierter Rückzug zurück auf die Schiffe zu. Bei der anschliessenden Verfolgung erlitten die zürcherisch-österreichischen Truppen bei ihrem fluchtartigen Rückzug auf die Schiffe nun ihrerseits einige Verluste, unter ihnen Albrecht von Landenberg, der noch versuchte, mit seinen Truppen die Lage zu stabilisieren und die Zurückweichenden aufzuhalten, was ihm nicht gelang. Auch fielen der Rapperswiler Schultheiß Bilgeri Steiner und dessen Sohn Hans Steiner. Hauptmann Ludwig Meyer, der das Rapperswiler Kontingent befehligte, wurde durch zwei Schüsse in den Fuss verwundet; das Rapperswiler Banner ging ebenfalls verloren. Die Truppen aus Rapperswil zogen sich auf ihre Schiffe zurück, von den Schiffen aus wurde das Verladen der Flüchtenden durch Büchsenschüsse von den Schiffen aus gedeckt.

Die Toten Zürcher in Freienbach wurden zunächst in einer Grube gelegt. Drei Tage später wurden die 42 Leichen auf Zürcher Seite – mit offizieller Billigung von Schwyz – geborgen.

## Folgen
Natürlich war das Treffen bei Freienbach keineswegs kriegsentscheidend; die Verluste beiderseits hielten sich in Grenzen, die Rapperswiler erhielten zumindest einen Überblick über die Feindstärke und konnten ihre Truppen und Schiffe sicher zurück nach Rapperswil bringen, umgekehrt konnten die Schwyzer und Glarner die in Rapperswil stationierten Truppen zum stillsitzen zwingen; vorläufig war es also im Grunde ein strategisches Patt. Nichtsdestotrotz wurde die Schlacht von Schwyz propagandistisch ausgeschlachtet: Man schrieb den Reichsstädten, man hätte dem Gegner schwerste Verluste zugefügt und zwei Banner erbeutet.
Zürich erhielt noch am gleichen Tag eine Kriegserklärung von Luzern, die Kriegserklärungen von Uri und Unterwalden dürften ebenfalls an diesem Tag erfolgt sein, was die Lage für Zürich zwar verschärfte, doch noch war der Kriegsausgang völlig offen. Bern und dessen Verbündeter Solothurn zögerten noch und Zürich und die habsburgischen Hauptleute wähnten sich zu dem Zeitpunkt stark genug, um es mit den Zentralschweizer Truppen aufnehmen zu können.
Die Truppen aus Schwyz und Glarus verweilten noch während zweier Tage vor Ort, bis am 24. Mai von den Truppen aus Luzern, Uri und Unterwalden um Zuzug gemahnt wurden, da der westliche Kriegsschauplatz ebenfalls in Bewegung geriet und die Vorhut einer Zürcher Abteilung unter Rudolf Stüssi bis in den Kanton Zug vordrang, wo diese nach dem unentschiedenen Gefecht bei Blickensdorf allerdings in seine Ausgangsstellung zurückkehrte. Schwieriger für die Zürcher erwies sich der Umstand, dass die Landleute aus der Gegend um Horgen die Letzi am Hirzel ohne Befehl der Führung eigenmächtig besetzten, was womöglich eine direkte Folge der Schlacht bei Freienbach war, so dass die Zürcher Führung unter Thüring II. von Hallwyl Kontingente zu deren Verstärkung abkommandieren musste, während das Hauptkontingent auf dem Albis lagerte, in Erwartung eines dortigen Angriffes. Überhaupt hatte die Zürcher Führung immer wieder mit der Disziplinlosigkeit und Eigenmächtigkeit ihrer Truppenteile zu kämpfen, was allerdings auch auf der Gegenseite ein ebenso großes Problem war. Durch die gleichentags stattfindende Schlacht am Hirzel wurden die Zürcher und ihre Verbündeten dann vollends in die Defensive gedrängt und letztlich zum Rückzug nach Zürich gezwungen, so dass die Zürcher Landschaft mehr oder weniger ungeschützt da lag und vom Gegner verheert werden konnte, so dass an weitere offensive Aktionen auch seitens der Rapperswiler nicht mehr zu denken war. Rapperswil selbst wurde Ende Juli/Anfang August elf Tage lang belagert und hatte 1444 und 1445 noch wesentlich längere Belagerungen zu erdulden, doch hielt sie bis zum Ende des Krieges stand.